# محوطه کهریز باشی
محوطه کهریز باشی مربوط به هزاره اول قبل از میلاد است و در شهرستان خوی، بخش چایپاره، روستای بندلی واقع شده و این اثر در تاریخ ۱۰ خرداد ۱۳۸۲ با شمارهٔ ثبت ۸۹۱۰ به‌عنوان یکی از آثار ملی ایران به ثبت رسیده است.